# Ходжа паша (квартал)
„Ходжа паша“ (на турски: Hocapaşa) е квартал на Истанбул, разположен в градска околия Фатих. Общата му площ е 0,31 км2. Според данни на Адресната система за регистриране на населението (ABPRS) към 2024 г. населението на „Ходжа паша“ е 287 жители.